# Dieter Scholz (Theatergründer)
Dieter Ewald Martin Scholz (* 1. Juni 1937 in Tiefhartmannsdorf, Kreis Goldberg, Provinz Niederschlesien; † 26. Februar 2024) war ein deutscher Schauspieler, Theaterleiter, Mitbegründer des Freien Werkstatt Theaters und des FWT-Altentheaterensembles in Köln.

## Leben

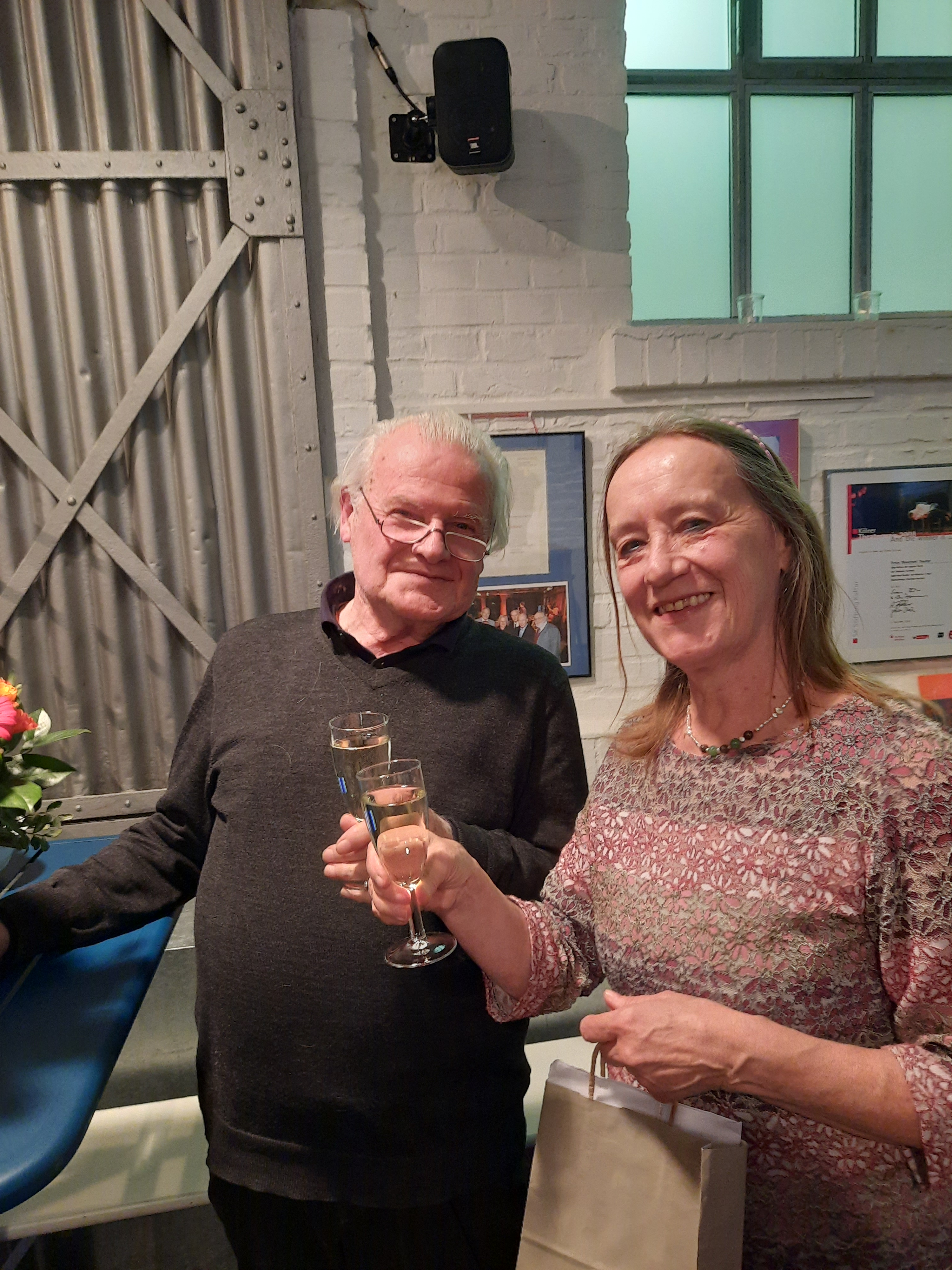
Dieter Scholz und Ingrid Berzau – Abschied vom Theater (Dezember 2022)

Dieter Scholz, von kulturell interessierten Eltern geprägt, entdeckte früh seine Liebe zum Theater. Nach der Schulzeit in Thüringen und Ravensburg und dem Studium der Germanistik und Romanistik in Tübingen und Berlin absolvierte er die Schauspielschule in Wiesbaden und war dort als Schauspieler am Hessischen Staatstheater, später auch am Theater Ulm engagiert. In den 1970er Jahren kam er an die Städtischen Bühnen Köln.
Er arbeitete zeitweise als Grundschulreferendar und führte als stellvertretender Projektleiter den bundesweiten, dreieinhalbjährigen Modellversuch „Künstler und Schüler“ durch, aus dem sich 1977 das Freie Werkstatt Theater Köln (FWT) im Kölner Stadtteil Neustadt-Süd entwickelte. Er leitete das Haus, ab 1986 zusammen mit der Schauspielerin, Regisseurin und Theaterpädagogin Ingrid Berzau (geb. 1952), bis 2012 und war dort auch als Schauspieler und Regisseur aktiv. 1979 gründete er mit Edelgard Seebauer das erste professionell geführte und kontinuierlich spielende Altentheater der Bundesrepublik, das er nach dem Weggang Seebauers mit Ingrid Berzau fortführte und insgesamt über 40 Jahre leitete. Unter Scholz’ Leitung entstanden über 20 Inszenierungen, die in etwa 1500 Vorstellungen in Köln, in Deutschland sowie auf Gastspielen und Festivals in Mâcon, Brüssel, Wien, London und Kopenhagen auch im Ausland gezeigt wurden.
Im Dezember 2022 beendeten Scholz und Berzau ihre Theaterlaufbahn mit der Nummern-Revue Vom Sagen und Schreiben, die aus Briefen entstand, die die Ensemblemitglieder des Altentheaters während der COVID-19-Pandemie in Deutschland an die beiden Theaterleiter geschrieben hatten.

## Ehrungen
- 1995: Bundesverdienstkreuz für sein Engagement
- 2007: Kölner Ehrentheaterpreis[10]